# Колпаков, Ростислав Вячеславович
Ростисла́в Вячесла́вович Колпако́в (род. 15 сентября 1984) — российский актёр музыкального театра, кино и мюзиклов, певец, лауреат российских и международных вокальных конкурсов, номинант на Высшую театральную премию «Золотая маска» за роль Эдмона Дантеса в спектакле «Граф Монте-Кристо» (2019) и лауреат театральной премии «Музыкальное сердце театра» за роль Графа Сен-Жермена в спектакле «Дама Пик» (2023).

## Биография
Ростислав Колпаков родился 15 сентября 1984 года в Волгограде в артистической семье. Впервые вышел на сцену в двухлетнем возрасте в роли Амура в спектакле Саратовского театра оперетты «Герцогиня Герольштейнская» в 1986 году и новогодних ёлках. В 1985—1990 годы исполнял роль Нового годика или Нового Морозика, раздавая детям подарки, помогая родителям. С трёх лет занимался на балетном отделении Саратовской школы искусств под руководством своей матери, педагога-хореографа и создателя отделения Ларисы Викторовны Маликовой. В 1989—1991 учился в музыкальной школе по классу фортепиано, в 1994—1995 продолжил обучение в Саратовском хореографическом училище. Занимался в футбольном кружке, овладел верховой ездой, катанием на коньках, роликах, боевыми искусствами, зимними видами спорта, фехтованием, каскадерскими навыками.
После переезда в Москву, в 2000—2002 работал в Московском театре Иллюзии. В 2002 году поступил на факультет музыкального театра Российского института театрального искусства (ГИТИС) на курс народных артистов СССР Людмилы Зыкиной и Георгия Ансимова (класс по вокалу народного артиста России Михаила Кизина). В 2003 перешёл на курс народного артиста Украины и России, заслуженного деятеля искусств России Романа Виктюка (класс сольного пения профессора, заслуженного артиста РСФСР Владимира Колосова и Ермаковой Лины Александровны), который окончил в 2008 году с присуждением квалификации «Артист музыкального театра» по специальности «Актёрское искусство». Во время учёбы в институте участвовал в концертах, играл в спектакле Романа Виктюка «Масенькие супружеские преступления» Габриели Запольской («Театр-Медиа», Москва).
После окончания института работал в труппе мюзикла Красавица и Чудовище" (постановка Stage Entertainment Russia по одноименному мультфильму студии Walt Disney Pictures), в 2009 году участвовал в телекастинге «Найди Чудовище» на главную роль 2-го сезона мюзикла «Красавица и Чудовище». В 2011 году переехал в Санкт-Петербург, где исполняет ведущие партии в мюзиклах Санкт-Петербургского театра музыкальной комедии (до октября 2018), Санкт-Петербургского театра «Мюзик-Холл», Санкт-Петербургского театра «Рок-опера» .
В 2013 году выступает в концерте и с 2014 сотрудничает с Краснодарским музыкальным театром.
В 2015 году принимал участие в театрализованных представлениях XXI Гатчинского кинофестиваля «Литература и кино», мюзикле «Джекилл & Хайд» XII Театрального Фестиваля «Золотая Маска в Эстонии 2016» и «Книжных аллеях» к мюзиклу «Бал вампиров».
В 2012 году участвовал, прошёл кастинг и по его результатам был утверждён на роль Тритона в мюзикле «Русалочка» Алана Менкена (Компания Stage Entertainment Москва), не сыграл. В ноябре 2013 года утверждён на роль молодого призрака в мюзикл «Кентервильское привидение» Дмитрия Рубина и Андрея Иванова, премьера не состоялась в Москве и проект был прикрыт режиссёром Вадимом Каревым в феврале 2014. В 2021 году, 22 февраля должен был сыграть роль капитана Грея в мюзикле «Алые паруса» Максима Дунаевского в ДКиТ МАИ, 15 февраля правообладатель спектакля Д. Ю. Калантаров (АНО «Музыкальное сердце театра»), по своей инициативе расторг договор на прокат.
В 2016 году принял участие в озвучивании роли Дэниэла в 9 серии второго сезона сериала «Агент Картер» на студии NevaFilm.
В 2019 году стал номинантом российской национальной театральной премии «Золотая маска» за роль Эдмона Дантеса в спектакле «Граф Монте-Кристо».
В 2023 году принял участие в записи сингла «Наваждение» группы «Эпидемия» вместе с А.Князев (Князь), Е. Егоров (Музыка и стихи: Юрий Мелисов).
Исполняет роль графа Дракулы в концерте-постановке прог-метал рок-оперы «Дракула. Цена вечности» режиссёра Руслана Герасименко на музыку Сергея Прушинского и либретто Валерии Захаровой по мотивам романа Брэма Стокера и фильма Фрэнсиса Копполы в Москве (06.11.2023; 26.05.2024; 24.10.2024) и Санкт-Петербурге (16.03.2024; 12.09.2024).

## Роли в театре

### РАТИ-ГИТИС(2004—2008)
- Опера «Испанский час» Мориса Равеля — Рамиро
- Опера «Плащ» Джакомо Пуччини — Тинка
- Опера «Февей» Василия Пашкевича — Царь

### Stage Entertainment
- Мюзикл «Красавица и Чудовище» Алана Менкена (режиссёр Гленн Казаль) — Гастон, Лефу (2008 — 2010)
- Мюзикл «Бал вампиров» Джима Стейнмана (режиссёр Корнелиус Балтус) — Граф фон Кролок, Герберт, Профессор Абронсиус (2016 — 2017)

### Продюсерский центр «Звёздная пристань»
- Опера-фантазия «Мастер и Маргарита» Валентина Овсянникова (режиссёр И. Бунаков) — Понтий Пилат, Воланд — (2010 — 2012)

### Продюсерская компания «AK Production»
- Опера-фантазия «Мастер и Маргарита» Валентина Овсянникова (режиссёр И. Бунаков) — Мастер / Иешуа — (11 октября 2015)[24]

### Продюсерский центр «Триумф»
- Национальный мюзикл «Лукоморье» Евгения Загота (режиссёр А. Шарнин) — королевич Елисей, князь Гвидон, Кощей Бессмертный — (2010 — 2015)
- Мюзикл «Бременские музыканты» Геннадия Гладкова — Атаманша, Сыщик (2011 — 2012)

### Санкт-Петербургский театр музыкальной комедии
- Мюзикл «Бал вампиров» (режиссёр К. Балтус) — Граф фон Кролок, Герберт, артист ансамбля (2011 — 2014, 2016)[25][26], (2018 — 2019), (2022)
- Мюзикл «Аладдин» (режиссёр В. Кемпчински) — Джинн (2013 — 2016)[27][28]
- Мистерия «Белый. Петербург» (режиссёр Г. Тростянецкий) — Александр Иванович Дудкин (2016)[29]
- Спектакль-концерт «Хиты Бродвея и не только…» (реж. Б. Томаш, А. Сафронов, А. Суханов) — Граф фон Кролок, Генри Джекилл, Граф Монте-Кристо, Эдмон Дантес, Иисус Христос, Иуда, Джинн, Бенволио, Дон Локвуд (2014 — 2017, 2022)[30]
- Мюзикл «Джекилл & Хайд» (режиссёр Г. М. Кереньи KERO) — Генри Джекилл / Эдвард Хайд (2014 — 2018)
- Мюзикл «Граф Монте-Кристо» (режиссёр Г. М. Кереньи KERO) — Эдмон Дантес / Граф Монте-Кристо (2017 — 2018)[31]
- Спектакль-концерт «Хиты Бродвея-2. На сцене и на экране» — Дон Локвуд (2017 — 2018)
- Мюзикл «Ромео и Джульетта» (режиссёр Г. М. Кереньи KERO) — Отец Лоренцо (2025)[32]

### Санкт-Петербургский театр «Мюзик-Холл»
- Спектакль-концерт «Рейс на Бродвей» (режиссёр Борис Малевский) (2013 — 2014)
- Музыкально-драматический спектакль «Мышьяк и кружева» (режиссёр Анастасия Удалова) — Джонатан Брустер (с 2019)[33][34][35]
- Мюзикл «Казанова» (режиссёр Илья Архипов) — Капитан (с 2023)
- Мюзикл «Три товарища» Евгения Загота (режиссёр Филипп Разенков) — Карл (2023 — 2024)

### Краснодарский музыкальный театр
- Мюзикл «Джаз для настоящих леди» (режиссёр Александр Мацко) — Джо/Джозефина (с 2014)[36]
- Оперетта «Мистер Икс» Имре Кальмана (режиссёр Александр Мацко) — Мистер Икс (с 2019)[37][38]

### Продюсерская компания «Makers Lab»
- Мюзикл «Мастер и Маргарита» (реж. Софья Стрейзанд) — Воланд (2014 — 2015, с 2023)

### ФондГеоргия Данелия
- Музыкальный спектакль «Ханума» Гии Канчели (режиссёр Николай Дуксин) — Котэ (2016)[39]

### Компания «МПК»
- Музыкальный спектакль «Две стрелы» Евгении Долговой (режиссёр Борис Малевский) — Человек боя (2017 — 2018)

### RIFgroup / Creative lab STAIRWAY
- Мюзикл «Последнее испытание» Антона Круглова (режиссёр Руслан Герасименко) — Карамон (2018 — 2022)[40]
- Мюзикл «Новогодний мюзикл» (режиссёр Алексей Франдетти) — Геркулес (2020)
- Мюзикл «Дракула. Цена вечности» (режиссёр Руслан Герасименко) — Дракула (с 2023)[41]

### Продюсерская группа «Званые вечера»
- Театральный сериал в иммерсивном формате «Дом 19|07»; режиссёр Агата Вавилова — Феликс (с 2018)
- «Дом 19|07.Начало»; режиссёр Артём Каграманян — Феликс (с 2019)

### Творческое объединение РомановАрена
- Цирковой мюзикл «Заколдованный принц» — Мышиный король (2018 — 2019)

### Продюсерский центр «Пентаграмма»
- Рок-опера «Икар» Антона Круглова (режиссёр Антон Преснов) — Правитель Тесей (с 2018)

### Проект Сергея Скрипникова (SSP)
- Рок-мюзикл «Пирамида» («Гиперборея Северного ветра») (реж. Сергей Скрипников, Дарья Любимова) — Правитель Крайос (с 2019)

### Санкт-Петербургский театр «Рок-опера»
- Мюзикл «Леди Гамильтон» Ирины Долговой (режиссёр Владимир Подгородинский) — Адмирал Нельсон (с 2019)[42][43]

- Мюзикл «Иисус Христос — суперзвезда» Эндрю Ллойда Уэббера (режиссёр Владимир Подгородинский) — Иисус (с 2020)[45], Понтий Пилат (с 2021)

### Театральная компания «Бродвей Москва»
- Мюзикл «Шахматы» (реж. Евгений Писарев) — Анатолий Сергиевский (2020 — 2021)[46]

### Творческий центр продвижения театра и кино «Глас Муз»
- Мюзикл «Дама Пик» (реж. Софья Стрейзанд) — Граф Сен-Жермен (с 2021)[47][48][49][50]
- Мюзикл «Замок Синей Бороды» (реж. Софья Стрейзанд) — Синяя Борода (2023)

### Авторский проектАлександра Рагулина
- Рок-опера «Графиня де Ла Фер» (реж. Александр Рагулин) — Граф де Ла Фер / Атос (с 2021)[51]
- Рок-опера «Карамазовы» (реж. Александр Рагулин) — Алексей Карамазов (с 2023), Иван Карамазов (с 2024)

### Авторский проект Сергея Смолина
- Рок-мюзикл «Мёртвая царевна» (реж. Сергей Смолин) — Справедливый Богатырь (2021)[52]

### Авторский проектСергея Сорокина
- Мюзикл «Дон Жуан. Нерассказанная история» (реж. Артём Каграманян) — Дон Жуан (2022)[53]
- Театральный проект «Мюзикл-Меню» (реж. Павел Иванов) — Кристиан, Джо, Дон Кихот, Ромео (2022)[54][55]

### Театр «Этериус»
- Рок-опера «Финрод» (реж. Денис Лаврентьев) — Саурон (2022)
- Мюзикл «Последнее испытание» (реж. Дарья Январина) — Карамон Маджере (2023)

### Продюсерский центр «Сказки Нахимовской» (Театр «Вита»)
- Рок-опера «Лэ о Лэйтиан» (реж. Полина Нахимовская) — Берен (2022)
- Мюзикл «Последнее испытание» (реж. Полина Нахимовская) — Карамон (2023)[56][57]

### Театр «Зазеркалье»
- Мюзикл «Идиот» (реж. Василий Заржецкий) — Парфен Рогожин (2023)

### Ростовский государственный музыкальный театр
- Мюзикл «Есенин» (композитор Евгений Загот, режиссёр Анастасия Неговора) — Сергей Есенин (с 2024)[58][59][60]

### Продюсерский центр «Мы»
- Рок-опера «Последнее испытание» (композитор Антон Круглов, режиссёр Василий Заржецкий) — Карамон Маджере, Рейстлин Маджере (с 2024)[61][62][63]

### Продюсерский центр «Караоке Камикадзе»
- Мюзикл «Кумихо: Проклятие Лисицы» (композитор Кирилл Лукин) — Чхондун (Шаман) (2024)[64][65].

### Творчество Объединение Музотдел
- Фэнтези-мюзикл «Романтика 12 ветров» (реж. Вера Зудина) — Повелитель Западных Ветров (2025)[66]

## Роли в кино
- 2016 — Сериал «Тайны следствия — 16». Фильм 1 «Чёрный список» (Максим Свиридов). Режиссёр: О. Кандидатова

## Награды и премии
- 1996 — Лауреат III премии Областного детского конкурса военных песен, г. Волгоград
- 2008 — Конкурс оперетты «ОпереттаLand — 2008» (2 тур), г. Москва
- 2010 — Лауреат I премии (золотая медаль) и специального большого приза «БЭСТ» Международного конкурса исполнителей вокального искусства (академический вокал) «Славянская звезда»[67]
- 2013 — Лауреат премии XXII фестиваля «Театры Санкт-Петербурга — детям» за «экстравагантное актерское решение» роли Джинна в детском музыкальном спектакле «Аладдин»[68][69]
- 2014 — Лауреат Международного фестиваля-конкурса искусств «Беллиссимо» в номинации «Оперетта-Мюзикл Профессионалы» и Лауреат специальной номинации «Великолепный ФИГАРО», г. Неаполь
- 2014 — Лауреат Международного фестиваля-конкурса искусств «Беллиссимо» в номинации «Академическое пение-ансамбль» с Еленой Газаевой, г. Неаполь[70]
- 2018 — Премия сообщества любителей мюзиклов журнала Stage Door по результатам зрительского опроса в номинации «Любимый артист зрителей» (2 место)
- 2018 — Лауреат премии сообщества любителей мюзиклов Stage Door, номинация «Роль года» за роль Генри Джекилла/Эдварда Хайда в спектакле «Джекилл и Хайд»

- 2019 — Номинация «Оперетта-Мюзикл/Мужская роль» на российской национальной театральной премии «Золотая маска» за роль Эдмона Дантеса в спектакле «Граф Монте-Кристо»[71]
- 2021 — Номинант премии фестиваля мюзикла «X-38» в номинации «Любимый артист, по мнению зрителей» (по итогам онлайн-голосования) за роль Анатолия Сергиевского в спектакле «Шахматы»
- 2023 — Лауреат российской национальной премии «Музыкальное сердце театра» в номинации «Лучший исполнитель главной роли» за роль Графа Сен-Жермена в спектакле «Дама Пик»[72]

## Отзывы
Мюзикл «Красавица и Чудовище»:
Я преподаю в ГИТИСе, и когда в проекте выходит на сцену мой ученик Ростислав Колпаков, только год назад окончивший мой курс, волнуюсь больше, нежели он. Медленно-медленно он входил в понимание эстетики и музыкального театра, вокала, движения и драматического искусства. Он играл Треплева в «Чайке» в учебной работе так, что ему могли позавидовать драматические артисты. Пришел Лев Дуров и сказал: «Можно ошалеть от этого ребёнка». И это абсолютная правда.
Ирина Рудакова. Роман Виктюк: «Мюзикл – отголосок Рая» // Отдохни! : интернет-журнал. — 2009. — 28 октября (№ 43). — С. 16.
И любимый ученик народного режиссера России Романа Виктюка Ростислав Колпаков, который успешно раскрывает грани своего хитрого персонажа Гастона. 
Марина Волосевич. Екатерине Гусевой нашли чудовище // Комсомольская правда : интернет-газета. — 2009. — 21 декабря.
Мюзикл «Бал вампиров»:
Главную роль в мюзикле "Бал Вампиров" играет мой ученик – Ростислав Колпаков. Он феноменален. И поет, и играет так, что зал просто шалеет. И вот какая-то частица, моя частица, она есть в нем. Это ужас. И это такое счастье.
Роман Виктюк. Перестань, тебе всегда девятнадцать // Москва 24 : телеканал. — 2017. — 19 июня.
Мюзикл «Джекилл & Хайд»:
Естественно, роль доктора Джекилла и его альтер эго Эдварда Хайда стала самой сложной во всем мюзикле, причем не только с точки зрения актерской игры, но даже и в техническом плане. Играть сразу две личности, порой молниеносно сменяющие друг друга, бесконечно сложно, но Ростислав Колпаков свое дело выполнил на высочайшем уровне. Только что вы смотрели на страдающего, теряющего весь мир доктора с приятным голосом и добрым лицом, а через минутную агонию на сцене уже устрашающий, по-животному сексуальный и хищный Хайд, не то рычащий, не то хрипящий. Неуловимым образом в артисте меняется все, от походки до энергетики. Особенно удалась в этом плане сцена перед самым финалом, когда Джекилл и Хайд, обагренные кровью последней жертвы, вступают в сражение не на жизнь, а на смерть. Волнующий вокал, невероятная игра артиста, огненные и световые эффекты и выгодно оттеняющая основное действие массовка – вот он, рецепт, заставляющий сердца зрителей колотиться чуть ли не громче музыки.
Эта сцена была, конечно же, не единственной, достойной звания «гениальная».
Татьяна Кулешова. Не пытайтесь изменить мир // Петербургский театральный журнал : интернет-журнал. — 2014. — 16 декабря (№ 6).
Одна из основополагающих удач постановки в том, что превращение романтичного идеалиста Джекилла в неуправляемого отморозка Хайда решено без помощи спецэффектов и полностью базируется на актёрской игре. Сбрасывая с себя сдержанность и интеллигентность Джекилла, как стесняющую тело одежду, Ростислав Колпаков не демонизирует Хайда, утрируя внешние признаки, а следует за музыкой, раскрывая происходящие метаморфозы на уровне психологии.
Светлана Рухля. Как на Бродвее, только по-своему // Петербургский театральный журнал : интернет-журнал. — 2015. — Июня (№ 6). — С. 63.
Несколько особняком стоит сильное исполнение Ростислава Колпакова. Собственно, сильной является игра всех трех актеров. Джекилла и Хайда Колпакова я бы сравнила с двумя противоположными чашами весов. Лучше всего манеру игры актера характеризуют строки Владимира Высоцкого: «И вкусы, и запросы мои странны. Во мне два человека, два врага. Когда один стремится на балеты, другой стремится прямо на бега… Когда в душе я раскрываю гранки на тех местах, где истина сама, тогда мне в долг дают официантки и женщины ласкают задарма. Но вот летят к чертям все идеалы. Но вот я груб, я нетерпим и зол…». Хочу сказать, что исполнение Колпакова всегда стабильно, качественно. Осмелюсь использовать это определение применительно к искусству.

Далеко не каждый российский актер может порадовать зрителей однозначно хорошей игрой, на какой бы спектакль мы ни пришли. Стоит добавить, что в «Джекилле&Хайде» Ростислав Колпаков играет в другом составе еще и Спайдера, владельца заведения, в котором работает Люси. Этого своего героя актер наградил некоторыми чертами Хайда, добавив к ним продажность и отсутствие даже намека на справедливость. Для довершения образа Спайдера Колпаков использовал элементы гротеска.
Ольга Соловьева. Дихотомия Добра и Зла. О спектакле «Джекилл&Хайд» // Чайка : интернет-журнал. — 2016. — 24 июня.
Мюзикл «Граф Монте-Кристо»:
У Колпакова. В самом начале его Эдмон – мальчишка, веселый, лукавый, наивный. Для него жизнь – немножко игра. Даже в сцене ареста он не до конца верит в происходящее. И вдруг – понимает. И слом происходит сразу же. Из замка Иф выходит чудовище. Знаменитая ария «Ад у порога», завершающая первый акт, исполняется им с демоническим накалом. Врагам этого Эдмона не позавидуешь. Он будет мстить весело, изощренно, без страха и упрека. И тем страшнее видеть, что за жестокостью этого Графа – огромная душевная пустота. Он словно выгорел изнутри. Только пепелище осталось. Никаких чувств. Совсем.
Алиса Никольская. Мюзикл «Граф Монте-Кристо» в Санкт-Петербургском театре музыкальной комедии // Городские развлечения : интернет-журнал. — 2017. — 20 декабря.
Мюзикл «Последнее испытание»:
Карамон в исполнении Ростислава Колпакова – это олицетворение самой искренней и бескорыстной братской любви. Он слепо верит Рейстлину и готов защищать его до последнего вздоха. Сколько боли и страданий причиняет ему брат, но даже после множества лишений, поддавшись голосу разума и покинув тёмного мага, своё сердце Карамон оставил с ним. Бархатный голос, настоящая преданность и фееричные сцены боя с участием этого героя захватывают дух и, несомненно, радуют взор и слух.
Светлана Дмитренко. Фэнтези-мюзикл открыл врата Бездны в Петербурге // MuseCube : интернет-портал. — 2018. — 27 сентябрь.
Ростислав Колпаков превратил свою небольшую и не очень, казалось бы, выигрышную роль в одну из самых запоминающихся.
Сергей Моторков. Крайнее испытание // MuseCube : интернет-портал. — 2019. — 11 сентябрь.
Не менее трепетным отношением к главному герою повествования отличается и его брат-близнец Карамон в исполнении Ростислава Колпакова. Надо отдать ему должное: этот актер во всех действующих составах — единственный исполнитель роли храброго воителя. Перед нами на сцене разворачивается весьма печальная история. История падения, взлета, пожизненного самообмана, тяжелого осознания и разрушения иллюзий. Благодаря блестящему актерскому таланту Ростислава, невозможно остаться равнодушным к судьбе простоватого, но этим и очаровательного могучего героя с большим сердцем. Сцены боя, требующие немалой физической подготовки, ловкости, сноровки и владения мечом, бесспорно, доказывают, что перед вами настоящий воин.
Anfisa Vas Brockhen. Не Последнее испытание // MuseCube : интернет-портал. — 2019. — 13 сентябрь.
В роли преданного и любящего брата чародея (как всегда в «перезагрузке») был Ростислав Колпаков. Карамон Маджере сначала кажется скорее комедийным и даже недалеким персонажем. Но благодаря актерскому мастерству исполнителя, который смог в полной мере раскрыть драму этого простого и обаятельного воина, думаю, мало, кто мог остаться равнодушным на его сольных ариях.
Anfisa Vas Brockhen. Жаль, что прервались — это было чудесно // MuseCube : интернет-портал. — 2019. — 16 октябрь.
Трактовка персонажа Ростислава несколько отличалась от его предшественников, но это только лучше раскрыло Карамона. Его преданность брату, его горе после полученного письма, в начале, и его уход от Рейстлина в конце, показывают насколько меняется Карамон в течение спектакля. Ростиславу прекрасно удается передать эти изменения в характере персонажа.
Алина Копейкина. Черный маг – не тот, кто зол // MuseCube : интернет-портал. — 2020. — 10 октябрь.
Брутальный Ростислав Колпаков и его Карамон, ожививший зал своими шутками и неожиданным взаимодействием со зрителями (брату, наконец, налили выпить) – вообще отдельное явление в этом мюзикле. О его «Колыбельной» не нужно много говорить – это волшебство эмоций и пиршество голоса лучше слушать и смотреть самим!
Екатерина Кутузова. Магия мюзикла и музыкальная перезагрузка легендарного «Последнего испытания» // MuseCube : интернет-портал. — 2022. — 18 апрель.
Рок-опера «Иисус Христос — суперзвезда»:
Ростислав Колпаков – Иисус (Джизус) – воплощение понимания, всепрощения, самопожертвования и безграничной боли, всей той, что выпала на долю его героя. Арии в его исполнении пробирают до костей и не дают ни единого шанса оторваться от сцены.
Анна Романюк. Кто-нибудь из вас останется со мной? // MuseCube : интернет-портал. — 2021. — 17 февраль.
Рок-опера «Графиня де Ля Фер»:
Граф де Ла Фер в исполнении Ростислава же напротив – любви отдаётся без остатка, свою графиню спасает от виселицы и ищет её много лет, но отнюдь не для того, чтобы отомстить, а для того, чтобы очистить её имя в глазах общественности. Ради любви он готов на многое, даже спустя много лет он не оставляет Анну на волю судьбы.
Ирина Такишина. «Невесте графа де Ла Фер всего шестнадцать лет…»: премьера рок-мюзикла Александра Рагулина // MuseCube : интернет-портал. — 2021. — 21 сентябрь.
Мюзикл «Дама Пик»:
В образе Сен-Жермена, созданном Ростиславом Колпаковым, сошлись, кажется, и сыгранный когда-то артистом граф фон Кролок из «Бала вампиров», и Воланд.
Екатерина Рыбас. Дама Пик на балу у сатаны. В Петербурге показывают «азартный» мюзикл // Фонтанка.ру : интернет-газета. — 2021. — 7 сентябрь.
Совершенно инфернальный в образе графа Сен-Жермена Ростислав Колпаков.
Ольга Крылова. Тройка, семерка, туз – премьера мюзикла «Дама Пик» // MuseCube : интернет-портал. — 2021. — 9 сентябрь.
Украшает же мюзикл отличный актерский ансамбль – артисты не только замечательно (все!) поют, но и с удовольствием играют в «предложенные обстоятельства». Понятно, что любимцем дам в зале неминуемо становится Ростислав Колпаков – Сен-Жермен – с отсветом то ли Воланда, то ли Призрака оперы за спиной, с умением транслировать гордыню и при этом заставлять всех себе сочувствовать (по принципу «вот и красивый, и бессмертный, и богатый – а вот не любит же она его! богатые тоже плачут!»).
Анна Гордеева. Все будет хорошо. В Петербурге появился новый мюзикл "Дама Пик" // Музыкальная жизнь : интернет-журнал. — 2021. — 9 сентябрь (№ 9 (1226)). — С. 48—49.
Исполнитель роли Сен-Жермена Ростислав Колпаков наделил своего героя не только «форматным» голосом, но и аурой своих персонажей, сыгранных ранее. Прежде всего графом Кроллоком из «Бала вампиров».
Владимир Дудин. В театре ЛДМ состоялась премьера мюзикла «Дама Пик» // Санкт-Петербургские ведомости : интернет-газета. — 2022. — 16 сентябрь (№ 173 (7010)).
Мюзикл «Лэ о Лэйтиан»:
Невероятная актерская игра во главе с Виленой Соколовой в роли Лютиень и Ростислава Колпакова в роли Берена, заставляет зрителей искренне сопереживать героям и проживать историю вместе с ними снова и снова. Да, и не удивительно, что многие зрители уже не в первый раз приходят на эту постановку. А вот для главного героя, Ростислава, это была премьера, с которой он блестяще справился!
Виктория Лунева. «Легенда о Берене и Лютиень: Лэ о Лэйтиан» // Звезды мюзикла : интернет-журнал. — 2024. — 30 июнь.
Мюзикл «Ромео и Джульетта»:
Очень выигрышная роль у Ростислава Колпакова, который играет священника Брата Лоренцо. В финале у него разрывающее душу и связки покаяние за трагическое посредничество между влюбленными, в итоге приведшее к смерти героев. А вот в первом действии мы видим бодрого, спортивного вида живчика: он по-отечески заботливо выпускает из Ромео излишний пыл, переключая влюбленного героя на пятнадцать отжиманий (делаются, впрочем, не до конца) и прочую физкультуру.
Евгений Хакназаров. Любовь в пятнадцать отжиманий: петербургская Музкомедия привезла венгерских «Ромео и Джульетту» // Культура : интернет-газета. — 2024. — 23 декабрь.
Каждая актерская работа достойна высших оценок. Небеса в отчаянии посылают последний шанс, чтобы прекратить бессмысленное кровопролитие. И потому логична роль отца Лоренцо (в этой роли убийственно трагичен Ростислав Колпаков), который от лица тех самых Небес пытается как-то обстряпать дело. Но как неумело и глупо он это делает! Поистине усомнишься в том, Небеса ли были тем «подсказчиком» или совсем наоборот? Эпизод, когда Лоренцо в порыве гнева срывает с себя крест, наводит именно на эту предательскую мысль: ведь вместо любви возникает еще один акт ненависти, на сей раз по отношению к Церкви.
Екатерина Кретова. Трагедия в стиле симфо-рок // ДрамТеатр : интернет-журнал. — 2025. — 3 март.
Концерт «Славные зарисовки»:
Очень интересно... российский певец, который поет на французском одну из песен нашего Дракулы (Квебек)... Браво! (фр.)
Брюно Пельтье. Об исполнении Ростислава (французский) // Facebook : интернет-сайт. — 2016. — 8 февраль.

## Концертная деятельность
Ростислав Колпаков ведёт активную концертную деятельность, в его репертуаре — произведения различных жанров: арии из мюзиклов, песни из фильмов, джаз, рок, эстрада. В 2010—2013 принимал участие в шоу-постановках Игоря Портного в Москве: «Звёзды Бродвея» (2010), «Галактика Бродвей» (2011), «Путешествие по мюзиклам» (2013). В декабре 2016 года в Нарве участвовал в гала-концерте «Все хиты Бродвея».
Как приглашённый артист выступает в концертных программах своих коллег: Елены Газаевой, Дарьи Бурлюкало, Антона Авдеева, Вячеслава Штыпса, Игоря Кроля, Елизаветы Белоусовой, Анны Тесс, Светланы Захаровой, Ярослава Баярунаса, Евгения Егорова, Елены Каяджи, Анастасии Вишневской; участвует в творческих вечерах поэта Андрея Пастушенко, композитора Сергея Плешака, ансамбля песни и танца казаков Александра Мукиенко, фонда Андрея Петрова, джаз-бэнда «Наоми Бит», композитора Антона Круглова «Полвека». Звезда всероссийского фестиваля-конкурса исполнителей романса «О России и для России» в феврале 2010 года. В 2023 году принимает участие в концерте «Джентльмен-шоу».
19 ноября 2023 года принял участие в гала-концерте «Великолепная семерка или семь чудес мюзикла», завершивший фестивальные показы спектаклей для жителей Кузбасса в рамках фестиваля «Музыкальное сердце театра». 4 февраля 2025 года принял участие в Московском театре оперетты в джукбокс-мюзикле на юбилейном вечере Максима Дунаевского «Дунаевские. Двойной портрет», исполнив роль поэта Василия Лебедева-Кумача, Атоса, капитана Грея, 11 января 2025 примет участие в фолк-фестивале 25 лет группе Тинтал в Москве. 7 апреля 2025 года принял участие в концепт-концерте «The Soul» (рабочее название: «Путешествие души»), первой части большого космического шоу о человеческой душе, рассказанной через песни и стихи в Планетарии N1 Санкт-Петербурга. Принимает участие в концертных программах, организованных продюсерским центром «Пентаграмма», Москва, Санкт-Петербург, концертах продюсерского центра STAIRWAY, с 2019 года — участник проекта «КАРАОКЕ КАМИКАДЗЕ». В 2015—2018 годы участвовал в квартирниках клуба ценителей музыкального театра «СЛАВНАЯ КВАРТИРА», фестивалях Краснодарского музыкального театра в 2013—2014 годы. В марта 2017 года выступил членом жюри детского вокального конкурса «Парад звёзд» в Санкт-Петербурге. В 2020 году исполнил песню Кима Суанова на осетинском языке в поддержку жителей и врачей РСО-Алания с коллегами. 21 декабря 2022 года принял участие в качестве соведущего новогоднего выпуска АртМафия Show с Дарьей Бурлюкало в театре музыки и драмы С. Намина.
В 2019 году на сольном концерте исполнил арию Брюса Уэйна «Dark entwined with darkness» из мюзикла «Бэтмен» Дж. Стейнмана в русском переводе Ксении Туниной и в 2024 году дуэт Дракулы и Люси «Life after Life» из мюзикла «Дракула» Ф. Уайлдхорна в собственном переводе и Ксении .

### Концертные программы
| Программа                                      | Дата и площадка                                               | Участники |
| ---------------------------------------------- | ------------------------------------------------------------- | --- |
| Сольный концерт ко дню рождения «SOLO»         | 19.09.2019 (КЗ «Колизей Арена», Санкт-Петербург)              | Вячеслав Колпаков, Лариса Маликова, Андрей и Николай Чернолиховы                                                                                                |
| Сольный концерт ко дню рождения «Solo Сlassic» | 15.09.2021 (Дворец Белосельских-Белозерских, Санкт-Петербург) | |
| Театрализованный концерт «The Impossible»      | 07.02.2023 (КЗ «Колизей Арена», Санкт-Петербург)              | Иван Коряковский, Виктория Жукова, Анна Тесс, Константин Барышников, Сергей Денисов, Марина Фадеева, Сергей Худяков, Дмитрий Кочкин, Юрий Игнатьев, Артём Быков |
| Сольный концерт «Solo Rock!»                   | 24.09.2023 (Glastoberry club, Москва)                         | Вилена Соколова, Константин Барышников |
| Сольный концерт «Solo: Retro Christmas!»       | 17.12.2023 (Клуб Art Hall Gold, Санкт-Петербург)              | Наталья Бабенко, Елена Каяджи, Катарина Савченко |
| Сольный концерт ко дню рождения «ARTISTOCRAT»  | 15.09.2024 (Дворец Олимпия, Санкт-Петербург)                  | Анастасия Вишневская, Георгий Новицкий, Андрей Матвеев |
| Сольный концерт «Solo Сlassic II»              | 10.05.2025 (Дворец Белосельских-Белозерских, Санкт-Петербург) | Владимир Садков, Тамара Котова, Виталий Головкин, Дмитрий Петров Музыкальный руководитель и аранжировщик — Илья Мищенков                                        |